# 田益宗
田 益宗（でん えきそう、445年 - 517年）は、中国の南北朝時代の軍人。光城蛮（西陽蛮）の出身。

## 経歴
成長すると身長が8尺あり、果断で将略があり、容貌や挙止にすぐれていた。四山蛮帥の地位を世襲し、南朝に従属した。沈攸之の乱のとき、その鎮圧に功績を立てて将領となり、斉の臨川王防閤となった。太和17年（493年）、張超に使者を送って北魏に帰順した。太和19年（495年）、員外散騎常侍・都督光城弋陽汝南新蔡宋安五郡諸軍事・冠軍将軍・南司州刺史に任じられ、光城県開国伯の爵位を受けた。新蔡郡に東豫州が立てられると、益宗は東豫州刺史となった。まもなく安昌県伯に改封された。太和20年（496年）、斉の司州の龍城戍を攻撃したが、戍主の朱僧起に敗れた。太和22年（498年）、征虜将軍の号を受けた。
景明元年（500年）、斉の軍主の呉子陽が三関に侵攻してくると、益宗は光城郡太守の梅興之に兵4000を率いさせ、陰山関の南80里あまりのところまで進軍させた。長風城に拠って呉子陽を迎撃させると、これを撃破した。景明2年（501年）、斉の建寧郡太守の黄天賜が赤亭に城を築き、その将の黄公賞を派遣して漴城に駐屯させ、長風城と対峙させた。益宗は安蛮郡太守の梅景秀に命じて掎角の態勢をとらせ、これを攻撃して黄天賜らを破り、その2城を奪った。
益宗は義陽に対する攻撃を上表して、宣武帝に聞き入れられた。景明4年（503年）、北魏の鎮南将軍の元英が梁の義陽を攻撃した。益宗は子の田魯生に兵8000を与えて、梁軍の食糧の補給路を遮断させ、集めて積み上げた食糧を焼かせた。梁の戍主の趙文挙が兵を率いて討って出てきたが、田魯生はこれを撃破し、趙文挙と小将の胡建興・古皓・荘元仲らを捕らえ、米を運ぶ舟を焼き尽くした。後に梁の寧朔将軍楊僧遠が2000の兵を率いて来攻し、蒙籠に迫ると、益宗は田魯生と戍主の奇道顕に命じて迎撃させ、これを破った。平南将軍の号を受けた。また益宗は宇文福とともに梁軍の進攻を防ぎ、安南将軍の号を加えられた。
永平元年（508年）、白早生が豫州で反乱を起こしたため、楽口以南の郢州・豫州の諸城はみな陥落し、残るのは益宗の守る義陽のみであった。梁の武帝蕭衍は益宗を車騎大将軍・開府儀同三司・五千戸郡公として招こうとしたが、益宗はその誘いに乗らなかった。郢州・豫州を再び北魏が奪回するのに、益宗の功績は大きかった。
益宗は老境に入って、飽くことなき収奪によって兵士や民衆を苦しめた。賄賂の横行は子や孫たちにおよび、部下の反乱の噂は絶えなかった。宣武帝はこれを憂慮し、中書舎人の劉桃符を派遣して益宗に説諭させた。宣武帝は田魯生の淮南での横暴の責任を問うため、田魯生を召還しようとしたが、田魯生は洛陽に赴かなかった。延昌年間、宣武帝は益宗を使持節・鎮東将軍・済州刺史に転出させることとし、益宗が受けなかった場合に備えて、李世哲と劉桃符に兵を与えて広陵に入らせた。益宗の子の田魯生や田魯賢らは関南に逃れ、梁軍を引き入れたため、光城以南の地は梁の勢力下に入った。李世哲は田魯生を撃破して、郡戍を再び置き、益宗を洛陽に入らせた。征南将軍・金紫光禄大夫の位を受け、散騎常侍の位を加えられ、曲陽県開国伯に改封された。益宗は劉桃符を逆恨みして、劉桃符を讒言する上表をおこなったが、宣武帝に聞き入れられなかった。
熙平元年（516年）、益宗は再び東豫州刺史の任を求め、南朝に亡命した田魯生や田魯賢の2子を招聘するよう請願したが、霊太后は許さなかった。熙平2年（517年）、益宗は死去した。享年は73。征東大将軍・郢州刺史の位を追贈された。諡は荘といった。

## 子女
- 田隨興（長男、冠軍将軍・平原郡太守、弋陽汝南二郡太守）
- 田魯生
- 田魯賢
- 田纂（末子、襲封、征虜将軍・中散大夫）

## 伝記資料
- 『魏書』巻61 列伝第49
- 『北史』巻37 列伝第25
- 『南斉書』巻58 列伝第39